# The Coasters
The Coasters – afroamerykański kwartet wokalny, jeden z pierwszych tego typu. The Coasters śpiewali łagodnego rock and rolla i rhythm and bluesa w wielogłosowych harmoniach. The Coasters była pierwszą grupą groteski rockowej, wielokrotnie później naśladowaną. Solidnie skomponowana muzyka połączona z humorystycznymi tekstami, wykonywana była z użyciem komicznych środków wyrazu. Największe przeboje The Coasters: "Yakety Yak", "Charlie Brown" i "Poison Ivy", który znalazł się później także w repertuarach brytyjskich zespołów rockowych: Manfred Mann, The Hollies i The Rolling Stones. Utwór "Down in Mexico" znalazł się na ścieżce dźwiękowej filmu Grindhouse, zaś utwór "Sh Boom Life Could Be A Dream" w filmie Auta.
W grupie The Coasters śpiewali:
- Billy Guy  - śpiew baryton
- Leon Hughes - śpiew tenor
- Bobby Nunn - śpiew bas
- Cornell Gunter - śpiew tenor

Piosenki dla The Coasters pisała spółka kompozytorska Jerry Leiber i Mike Stoller.
W 1987 grupa The Coasters została wprowadzona do Rock and Roll Hall of Fame.
Dyskografia grupy The Coasters
- 1958 The Coasters
- 1960 One by One
- 1961 Coastin' Along
- 1962 Coast Along with the Coasters
- 1992 The Coasters Featuring Cornell Gunther [live]